# Гром'як Роман Теодорович
Рома́н Теодо́рович Гром'я́к (21 травня 1937, с. Глушин, нині Золочівського району Львівської області — 3 травня 2014, м. Тернопіль) — український літературознавець, літературний критик, громадський діяч, кандидат філософських наук (1969), доктор філологічних наук (1982), професор (1983), академік Академії наук вищої школи. Член Спілки письменників України (1983). Головний редактор наукового альманаху «Studia methodologica» (засн. 1993).

## Життєпис
Після арешту 1947 року батька, засудженого за зв'язки з підпіллям ОУН-УПА, жив у сім'ї діда, який щойно повернувся з Сибіру, куди був депортований ще 1941 року.
Навчався в місцевій сільській школі. Закінчивши семирічку, продовжив навчання в педагогічному училищі в місті Броди. Закінчивши його з відзнакою, Роман Гром'як 1955 року вступив на історико-філологічний факультет Львівського педагогічного інституту. У зв'язку з переведенням Львівського педінституту в місто Дрогобич, навчання закінчив 1960 року в Дрогобицькому педагогічному інституті імені Івана Франка. Учителював на Хмельниччині і Тернопільщині. Служив в армії.
У 1964—1967 роках навчався в аспірантурі Львівського університету імені Івана Франка.
Чотири роки (від вересня 1967 року до серпня 1971 року) працював на кафедрі естетики та теорії літератури Донецького університету — асистент, старший викладач, доцент, заступник декана філологічного факультету. 1969 року став кандидатом філософських наук. Дисертацію «Гносеологічні та психологічні основи процесу сприйняття творів художньої літератури» захистив в Інституті філософії АН УРСР.
У 1971—1975 роках Роман Гром'як працював доцентом кафедри Тернопільського фінансово-економічного інституту, деканом фінансово-економічного факультету.
Завідував кафедрою української та російської літератури Тернопільського педагогічного інституту імені Ярослава Галана.
1982 року в Інституті літератури АН УРСР захистив докторську дисертацію «Методологічні засади літературно-художньої критики».
Від 1992 року — професор Українського вільного університету (Мюнхен). У 1997—1999 роках працював у Ягайлонському університеті (Краків).

## Політична діяльність
Роман Гром'як — перший голова обласної Ради Всеукраїнського товариства української мови імені Тараса Шевченка «Просвіта». Очолював обласну організацію Демократичної партії України. Обирався народним депутатом СРСР (1989—1991).
Від 22 березня 1992 року до 20 січня 1994 року був Представником Президента України в Тернопільській області.
У березні 1994 року був кандидатом у народні депутати України (Теребовлянський виборчий округ № 364, Тернопільська область). Висунутий виборцями. У першому турі набрав 0.81 %, посів дев'яте місце серед 12 претендентів.

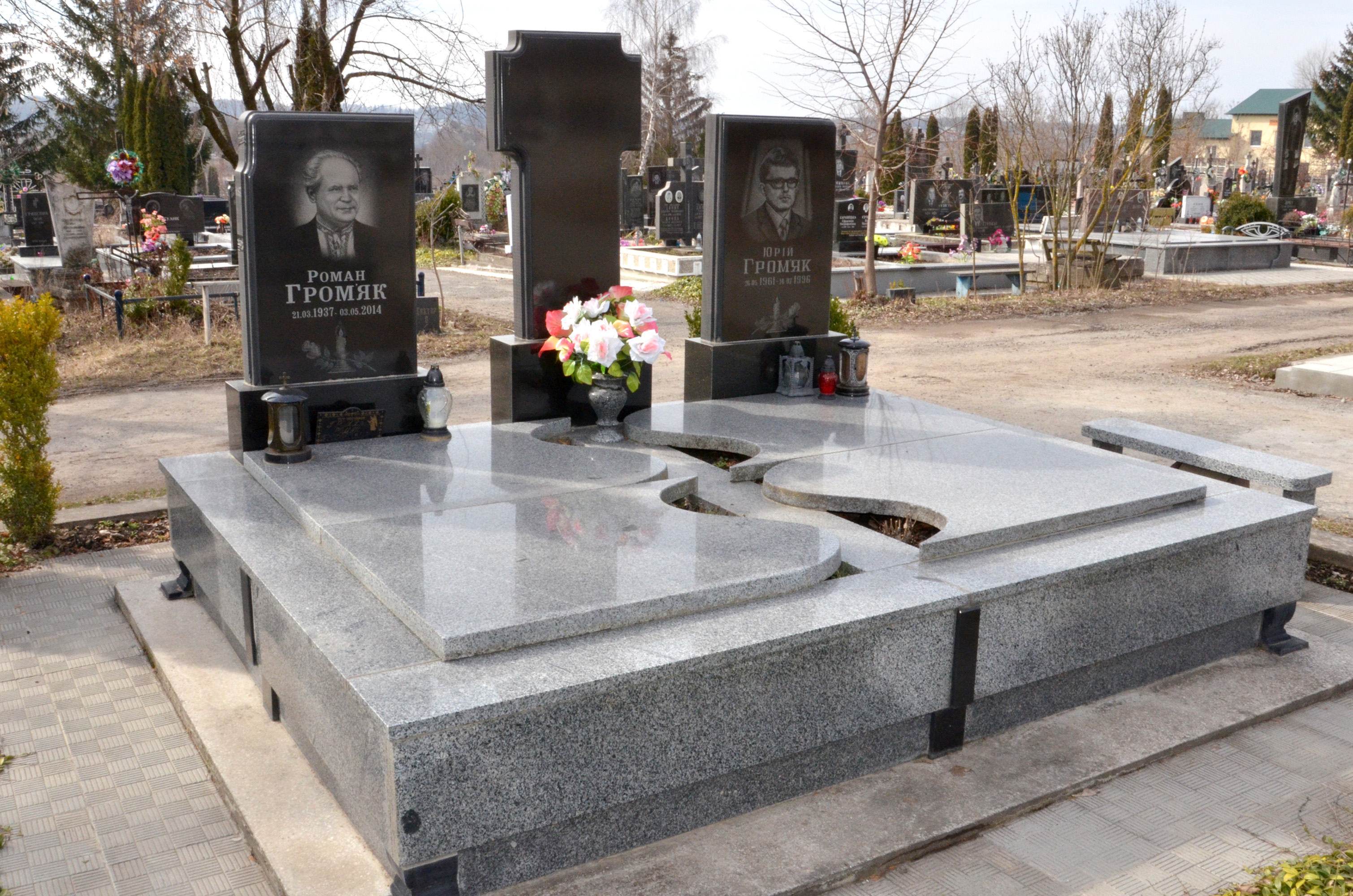
Могили Романа та Юрія Гром'яків

Похований у Тернополі на міському кладовищі біля с. Підгороднього.

## Доробок

### Книги
- «Естетика і критика» (1975);
- «Громадянськість і професіоналізм. Соціальна відповідальність критики»;
- «Що доведено життям» (1988);
- «Література золотого вересня»;
- «Вертеп, або як я став депутатом СРСР і що з того вийшло» (1992);
- «Вертеп-2, або у хащах влади» (1995) та інші.

### Праці
з естетики літературної творчості, теорії літератури, літературно-художньої критики, зокрема книг:
- «Цілісний аналіз художнього твору» (1970, співавтор);
- «Іван Франко. Краса і секрети творчості» (1980);
- «Культура і спосіб життя соціалістичного суспільства» (1982, співавтор);
- «Громадянськість і професіоналізм» (1986);
- «Культура, політика, інтелігенція» (1996);
- «Давнє і сучасне. Вибрані статті з літературознавства» (1997);
- «Літературознавчий словник-довідник» (1997, 2006, співавтор);
- «Історія української літературної критики» (1999) та інші.

## Нагороди
- Всеукраїнська літературно-мистецька премія імені Братів Богдана та Левка Лепких (1997);
- орден «За заслуги» третього ступеня (2006);
- Міжнародна літературна премія імені Григорія Сковороди «Сад божественних пісень» (2010);
- Міжнародна літературна премія імені Миколи Гоголя «Тріумф» (2011).

### Родина
- Батько Теодозій Лук'янович (1910—1992) — столяр-тесляр.
- Мати Ольга Захарівна (1912—1995) — домогосподарка.
- Дружина Марія Михайлівна (до шлюбу Ткачик; нар. 1936) — вчителька, голова Тернопільської обласної ради Союзу українок (1996—2001).
- Син Юрій (1961—1996) — інвалід дитинства.
- Син Тарас (нар. 1971) — учитель.